# Little Steavenson River
Der Little Steavenson River ist ein linker Flussarm des Steavenson River, eines kleinen Flusses in der Mitte des australischen Bundesstaates Victoria. 
Südlich der Kleinstadt Buxton entsteht er in der Flussaue des Steavenson River, dort, wo von rechts der Keppel Creek einmündet. Er fließt dann nahezu parallel zum Hauptfluss nach Nordwesten, wo er westlich von Buxton, wenige Kilometer oberhalb der Mündung des Stevenson River, in den Acheron River mündet.